# 阿卜固
阿卜固（?—?），又作阿不固，是契丹大贺氏首领，唐朝松漠都督府都督。
窟哥死后，阿卜固袭位，继为松漠都督府都督。他背离了窟哥的政策，和奚族一起骚扰唐朝的边境。显庆五年（660年）五月廿八，唐高宗以定襄都督阿史德樞賓、左武侯將軍延陀梯真、居延州都督李合珠並為冷岍道（即冷陉山，一说为今辽宁内蒙间的努鲁儿虎山）行軍總管，率军討伐奚族；命尚書右丞崔餘慶充使總護三部兵马，奚族遣使降。再以阿史德枢宾等為沙磚道行軍總管，会同营州辽东经略薛仁贵，以討伐契丹。薛仁贵与辛文陵于黑山大破契丹，擒阿卜固献于当时皇帝所在的東都（今河南洛阳）。
| 前任： 窟哥 | 契丹首领 松漠都督府都督 ？—660年 | 繼任： 李尽忠 |